# Tsukemono
Tsukemono (jap. 漬物, eigentlich dt. im engeren Sinn wohlriechende Dinge) ist eingelegtes Gemüse der japanischen Küche. Es wird als Beilage (okazu) zum Reis, als Snack zu Getränken (otsumami), oder manchmal auch als Kaiseki-Menügang zur japanischen Teezeremonie serviert.
Die üblichen Arten der Tsukemono sind in Kochsalzlake eingelegte Gemüse. Sojasauce (shoyu), Miso (miso), Essig (suzuke), Reiskleie (nuka) und Reiswein (sake) werden als Würzmittel für einige Arten verwendet. Oft verwendete Gemüse sind Daikon-Rettich – eine asiatische Zuchtform des Gartenrettichs Raphanus sativus L. – bzw. Rettich, Ume-Pflaume (eine Aprikosenart), Chinakohl und Gurken. Traditionell stellen die Japaner Tsukemono in einem Tsukemonoki (漬物器, dt. „Gefäß für Eingelegtes“) her – einem Gefäß aus Holz, Steinzeug oder Keramik, heute bestehen diese Gefäße auch aus Kunststoff oder Glas –, da Einlegen eine der üblichen Möglichkeiten zum Haltbarmachen von Lebensmitteln war. Heute werden Tsukemono zwar in jedem Supermarkt angeboten, viele Japaner stellen sie dennoch nach wie vor selbst her. 
Die Herstellung entspricht der des weltweit bekannten Sauerkrautes: Zerkleinern, Einfüllen in einen Behälter im Wechsel mit Salz, Beschweren, (kontrollierte) Gärung, Haltbarkeit unter Luftabschluss. In Japan nimmt man meist ein Tsukemonoki, Salz und ein Gewicht zum Beschweren. Ursprünglich übte man den notwendigen Druck durch einen Keil zwischen dem Griff des Gefäßes und einer auf dem Gemüse liegenden runden Scheibe aus. Heute nimmt man 1–2 kg schwere Steine oder Metallgewichte (Tsukemonoishi 漬物石, dt. „Stein für Eingelegtes“), oft mit einem Griff und mit einer lebensmittelechten Kunststoffumhüllung. Andere moderne Varianten bestehen aus einem Kunststoffgefäß, der Druck wird durch eine Schraubspindel ausgeübt.
Das Verfahren basiert wie beim Sauerkraut auf der Milchsäuregärung. Während für dieses jedoch nur eine einzige Gemüseart (Weißkohl) Verwendung findet, bezeichnet Tsukemono eine Vielfalt von Gemüsearten und -mischungen, die so haltbar gemacht werden.

## Arten der Tsukemono-Zubereitung
Grundlage ist stets eine Zugabe von Speisesalz zu frischem, aufbereitetem Gemüse und die darauffolgende Milchsäuregärung. Herbeigeführt wird diese unter Luftabschluss. Zugesetzte Würzmittel dürfen diese Milchsäuregärung nicht in dem Maß behindern, dass sie so verzögert wird, dass durch die unvermeidbare Sauerstoffzufuhr während der Gärung Schimmelbildung einsetzt. Analog dem Sauerkraut ist eine mehrmonatige Haltbarkeit nach Abschluss der Gärung und bei weiterem Luftabschluss gegeben.
| Art         | Japanisch  | Würzmittel                 | Bemerkung                         |
| ----------- | ---------- | -------------------------- | --------------------------------- |
| Shiozuke    | 塩漬け     | nur Salzlake               | –                                 |
| Asazuke     | 浅漬け     | nur Salzlake               | kurze Zubreitungszeit             |
| Shoyuzuke   | 醤油漬け   | Sojasauce                  | –                                 |
| Misozuke    | 味噌漬け   | Miso                       | –                                 |
| Suzuke      | 酢漬け     | Essig                      | –                                 |
| Nukazuke    | 糠漬け     | Reiskleie                  | –                                 |
| Kasuzuke    | 粕漬け     | Reiswein-Geläger           | Bodensatz bei der Sakeherstellung |
| Shiokoji    | 塩麹       | Salzlake, Reis, Kojikultur | –                                 |
| Karashizuke | からし漬け | Senfkorn                   | –                                 |
| Amasuzuke   | 甘酢漬け   | Zucker, Essig              | –                                 |
| Satozuke    | 砂糖漬け   | Zucker                     | –                                 |

Quelle zur Tabelle:

## Bekannte Tsukemono
- Beni shōga
- Bettarazuke
- Fukujinzuke
- Furuzuke
- Gari
- Hakusaizuke
- Matsumaezuke
- Narazuke
- Nozawana
- Senmaizuke
- Shibazuke
- Takanazuke
- Takuan
- Wasabizuke
- Umeboshi
- Rakkyozuke

## Geschichte
Die Herkunft der Einlegemethode ist unklar, manche Autoren verorten sie in China. Ähnliche Methoden waren jedoch in weiten Teilen Asiens verbreitet. Die älteste erhaltende schriftliche Beschreibung in Japan stammt aus dem vierten Jahrhundert nach Christus. Eine weite Verbreitung von Tsukemono in der japanischen Küche wird ab dem siebten Jahrhundert nach Christus angenommen. In der Edo-Zeit lassen sich spezialisierte Läden und Händler für Tsukemono nachweisen.